# Ziro (motorfiets)
Ziro is een Duits historisch merk van motorfietsen.
De bedrijfsnaam was: Ziro motorenwerke GmbH, Forchheim/Oberfranken, later Fürth/Bayern.
Ingenieur Albert Roder was opgeleid als constructeur van locomotieven, maar na de Eerste Wereldoorlog begon hij in 1919 met de productie van motorfietsen met zelf ontwikkelde 148- en 346cc-tweetaktmotoren. De naam "Ziro" werd gevormd door een combinatie van de namen "Zirkel" (zijn geldschieter)  en "Roder". 
Roder produceerde precies tijdens de crisisjaren (1919-1923) en in 1924 eindigde de productie van de Ziro-motorfietsen. 
Roder werd constructeur bij Ermag, dat na de beurskrach van 1929 ter ziele ging. Roder ging daarna naar Zündapp en na de Tweede Wereldoorlog werkte hij bij  NSU, waar hij de NSU Max-serie en het Ultramaxsysteem ontwikkelde.